# 클로디아 윙클먼
클로디아 앤 윙클먼(영어: Claudia Anne Winkleman, 1972년 1월 15일 ~ )은 잉글랜드의 사회자, 평론가, 언론인이다.